# زفیرهیلزوست (فلوریدا)
زفیرهیلزوست (به انگلیسی: Zephyrhills West) یک منطقهٔ مسکونی در ایالات متحده آمریکا است که در شهرستان پاسکو، فلوریدا قرار دارد. زفیرهیلزوست ۶٫۹ کیلومتر مربع مساحت و ۵٬۲۴۲ نفر جمعیت دارد.